# Pardalophora
Pardalophora is een geslacht van rechtvleugeligen uit de familie veldsprinkhanen (Acrididae). De wetenschappelijke naam van dit geslacht is voor het eerst geldig gepubliceerd in 1884 door Saussure.

## Soorten
Het geslacht Pardalophora omvat de volgende soorten:
- Pardalophora apiculata Harris, 1835
- Pardalophora haldemanii Scudder, 1872
- Pardalophora phoenicoptera Burmeister, 1838
- Pardalophora saussurei Scudder, 1892